# Daniel (canción)
Daniel es una balada pop escrita por el británico Elton John del año 1973. Fue incluida en el álbum Don't Shoot Me, I'm Only the Piano Player. La letra fue escrita por Bernie Taupin, quien también escribía todas las letras para Elton John en aquella época. Llegó al número 2 en Estados Unidos y fue número 1 en Canadá.

## La canción
La canción habla de un veterano de la guerra de Vietnam  que viaja a España para escapar de las heridas dejadas por la misma y vivir una vida normal, no de héroe, como lo trataban cuando regresó a su casa en Texas. La historia se cuenta desde el punto de vista de su hermano. La canción ha sido muy mal interpretada durante años, se ha especuló mucho hasta que en 1992 Bernie Taupin aclaró la idea de la canción y explicó su significado.

## Posición en las listas musicales
| Lista (1973)                                | Posición más alta |
| ------------------------------------------- | ----------------- |
| Canadian RPM 100 National Top Singles Chart | 1                 |
| Dutch Top 40                                | 14                |
| GfK Dutch Charts Singles Top 100            | 15                |
| German Singles Chart                        | 27                |
| Irish Singles Chart                         | 4                 |
| New Zealand Singles Chart                   | 2                 |
| Norwegian Singles Chart                     | 8                 |
| Swiss Singles Chart                         | 5                 |
| UK Singles Chart                            | 4                 |
| US Billboard Hot 100                        | 2                 |
| US Billboard Easy Listening                 | 1                 |